# Mabel Addis
 Mabel Addis  (* 21. Mai 1912 in Monunt Vernon, New York (Bundesstaat); † 13. August 2004 in Purdys (New York)) war eine amerikanische Schriftstellerin, Lehrerin und Spieledesignerin. Sie war die erste Autorin eines Computerspiels und die erste Computerspieldesignerin.

## Leben und Werk
Addis wurde als Mabel Holmes als Tochter von James Holmes und Mabel Wood geboren. 1929 absolvierte sie die Brewster High School und studierte Kunstgeschichte mit Nebenfach Psychologie am Barnard College. 1933 erhielt sie ihren Abschluss und erwarb danach einen Master-Abschluss in Pädagogik an der Columbia University. 1935 unterrichtete sie an einer kleinen ländlichen Einraumschule. Zwei Jahre später wechselte sie zur Hyatt Avenue School, bevor sie 1950 schließlich in den Katonah-Lewisboro School District zog, wo sie bis zu ihrer Pensionierung 1976 unterrichtete. Sie war in ihren Fachgebieten sehr aktiv und arbeitete an Geschichts- und Buchkomitees im Schulbezirk. Sie schrieb Artikel, gründete eine Oral History-Sammlung und war Co-Autorin von lokalen Geschichtsbüchern von Katonah. Sie arbeitete fünf Sommer lang mit dem Boards of Cooperative Educational Services und IBM als Pionierin und half bei der Entwicklung des Computerspiels The Sumerian Game. The Sumerian Game begann als Projekt von IBM.  William McKay arbeitete als Programmierer, aber sie entwickelte es mit einem schriftstellerischen Engagement zu einem Computerspiel mit einer Geschichte und war damit die erste Autorin eines Computerspiels und die erste Designerin von Computerspielen. The Sumerian Game war ein Lernspiel für Grundschüler und seiner Zeit so weit voraus, dass es sogar die erste Zwischensequenz eines Spiels durch die Verwendung eines mit einem Projektor synchronisierten Audiobands enthielt. Das Spiel beauftragte die Spieler mit der Verwaltung der Ressourcen des alten sumerischen Stadtstaates Lagaš. Nachdem Addis es einer Gruppe von Schülern der sechsten Klasse gezeigt hatte, wurde 1966 eine verbesserte Version von The Sumerian Game veröffentlicht.  Die finale Version des Spieles dürfte im Jahr 1967 fertiggestellt worden sein und wurde nicht nur zu Unterrichtszwecken herangezogen, sondern erregte auch in der einschlägigen Fachwelt Aufsehen.  In den späten 1970er und 1980er Jahren war Addis Präsidentin der Somers Historical Society und Vorsitzende des Museum-Komitees. Als begeisterte Reisende teilte sie ihre Erfahrungen durch Diashows mit vielen regionalen Organisationen. Sie heiratete 1942 Alexander L. Addis, der 1981 verstarb und heiratete 1991 Gerard Mergardt, der 1995 starb. Nach ihrem Tod übergab ihre Tochter Alexandra A. Johnson Monnens alle Notizen ihrer Mutter an das Strong Museum of Play. Diese Notizen enthalten nur das erste Drittel der 1964er Version von „The Sumerian Game“ und es existieren keine vollständigen Kopien des Spiels.